# Telchinia alciopoides
Telchinia alciopoides is een vlinder uit de familie van de Nymphalidae. De wetenschappelijke naam van de soort is voor het eerst gepubliceerd als Acraea disjuncta form alciopoides in 1921 door James John Joicey en George Talbot.
De soort komt voor in de bossen van Congo-Kinshasa (Ituri), Oeganda en Noordwest-Tanzania.